# Melanie Bak
Melanie Mie Bak, née le 30 janvier 1994 à Randers (Danemark), est une joueuse de handball danoise évoluant au poste de demi-centre.

## Biographie
Le 10 janvier 2019 elle s'engage pour une durée de six mois plus une année en option avec le Brest Bretagne Handball en tant que joker médical au poste de demi-centre afin de compenser les absences d'Isabelle Gulldén (grossesse) et d'Amandine Tissier (maladie). Bak dispute 23 matches sous le maillot du BBH et termine notamment troisième du championnat de France ainsi que finaliste de la coupe de France. A l'issue de la saison, son année de contrat en option n'est pas activée.
Pour la saison 2019-2020, elle s'engage avec Bourg-de-Péage. Fin août, à quelques jours du début de la saison, elle décide de quitter le club drômois sans fournir la moindre explication et de rentrer au Danemark.

## Palmarès

### En club
compétitions nationales
- finaliste de la coupe de France en 2019 (avec Brest Bretagne Handball)